# Coup de poing direct long
Pour les articles homonymes, voir direct.
En boxe, le direct est  un coup de poing dans l’axe direct donné le plus souvent à longue distance ; d’où son nom de direct long. En langue anglaise, on parle de straight punch (right-punch pour le bras droit et left-punch pour le gauche).

## Catégories  de frappe
On dénombre trois façons de faire : 
- le coup est « pistonné » (activité de l’épaule et du coude),
- le coup est « jeté » c’est-à-dire avec un mouvement pendulaire du bras autour de l’épaule,
- le coup est « fouetté » (activité avec le coude uniquement qui ressemble à un revers) qui résulte d'une simple extension du bras.

## Différentes appellations
Dans les pays de langue anglaise :
- Le direct du bras avant est un jab (prononcé « djab »). En France, le terme « jab » est également utilisé pour désigner un direct du bras avant non appuyé (ou qui a peu d’amplitude) et a contrario le coup très préparé, se nomme lead donné avec le bras arrière.
- Le direct du bras arrière est aussi appelé habituellement cross. À ne pas confondre avec le « cross-counter » qui est un coup de contre.

En France, on parle de « droite » ou de « gauche » pour désigner les coups de poing directs. Ceci peut induire des incompréhensions terminologiques par rapport à la latéralisation (garde) du combattant. Il faut alors parler de « direct du bras avant » et  de « direct du bras arrière » pour être plus précis. 

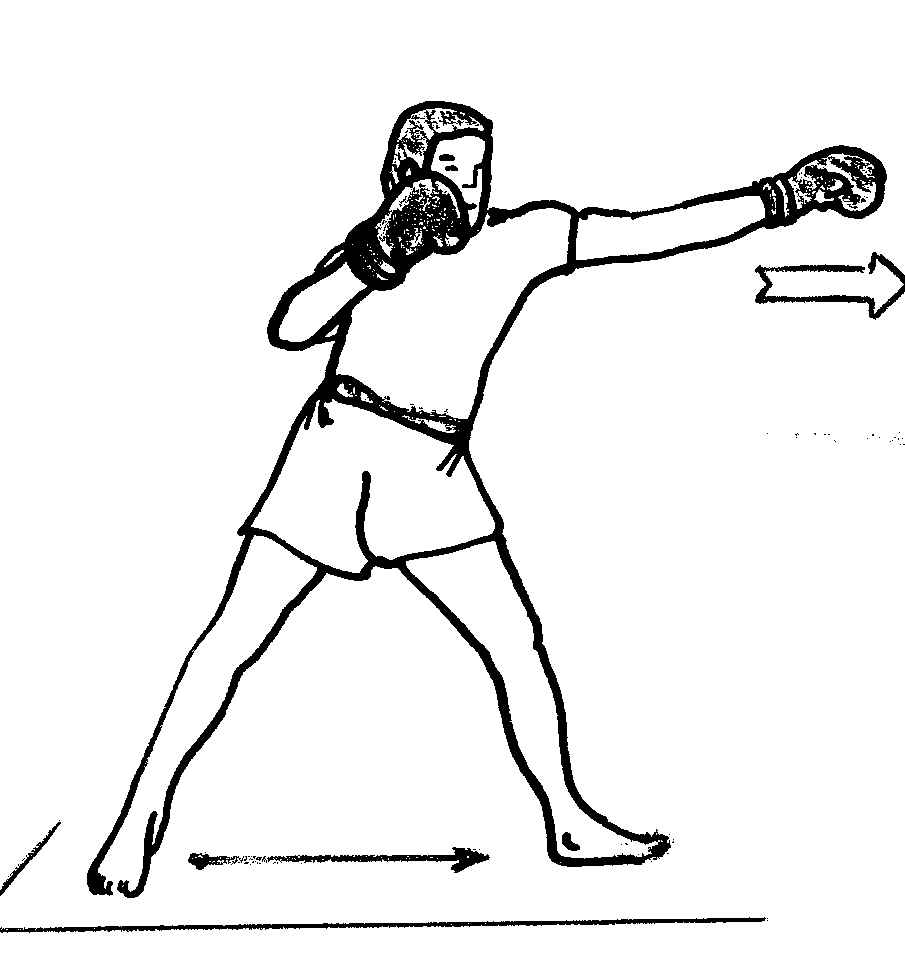
Direct long du bras avant (jab) avec le tronc de profil
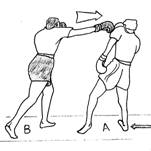
Direct long bras arrière (cross)
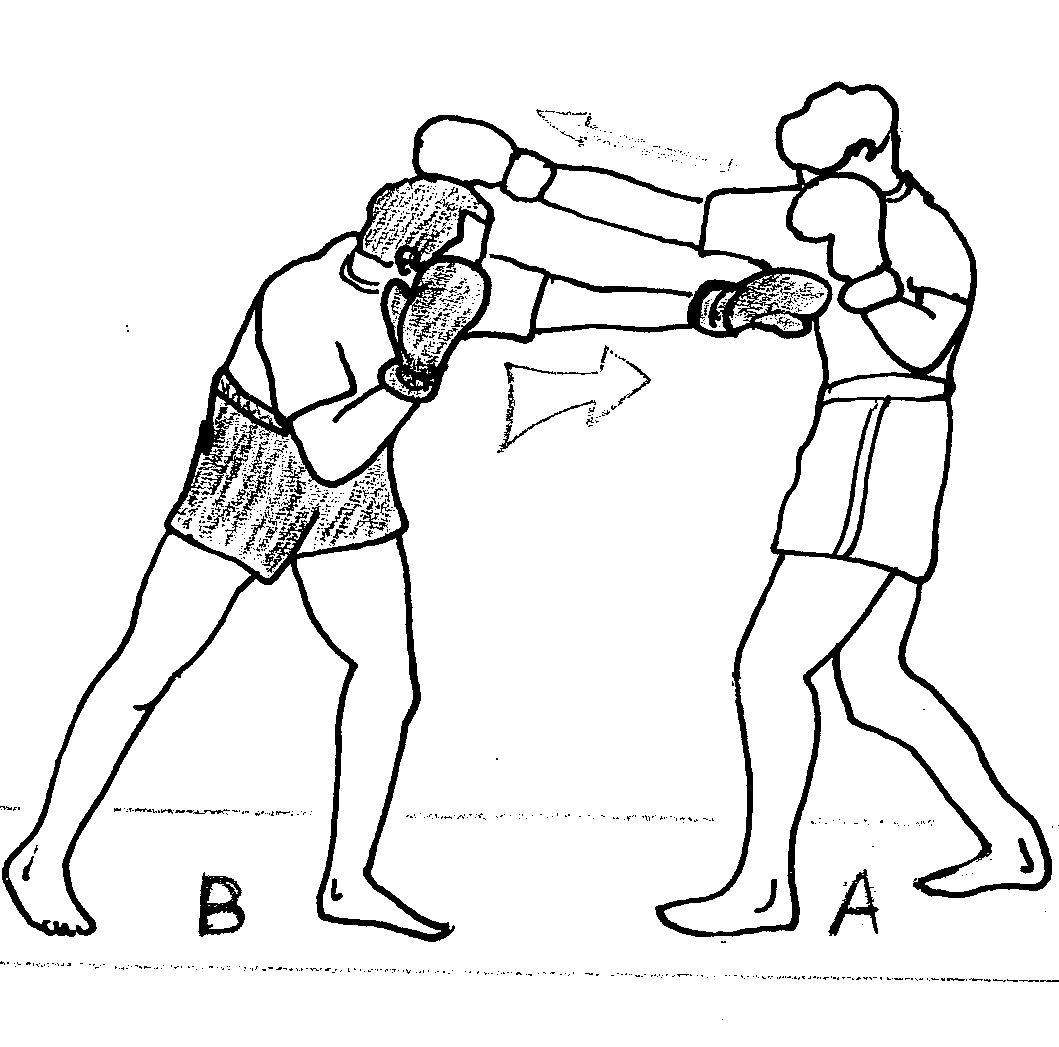
Direct long au corps en contre, ici sur une attaque en direct (cross) à la face
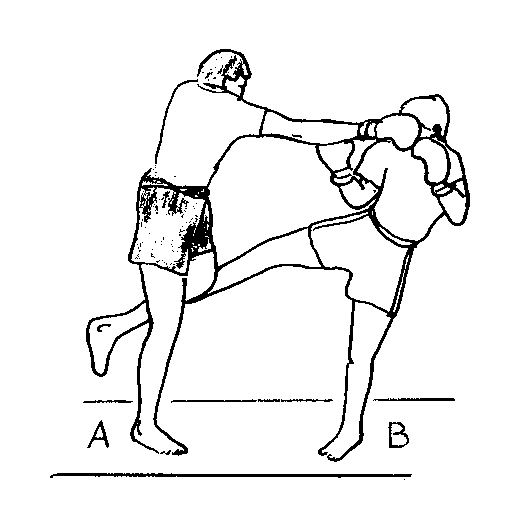
Direct long plongeant en puissance et en contre (lead), ici sur une attaque en coup de pied

## Sources
- Georges Blanchet, Boxe et sports de combat en éducation physique, Ed. Chiron, Paris, 1947
- Alain Delmas, 1. Lexique de la boxe et des autres boxes (Document fédéral de formation d’entraîneur), Aix-en-Provence, 1981-2005 – 2. Lexique de combatique (Document fédéral de formation d’entraîneur), Toulouse, 1975-1980.
- Jack Dempsey, Championship fighting, Ed. Jack Cuddy, 1950
- Gabrielle & Roland Habersetzer, Encyclopédie des arts martiaux de l'Extrême-Orient, Ed. Amphora, Paris, 2000
- Louis Lerda, J.C. Casteyre, Sachons boxer, Ed. Vigot, Paris, 1944
- Marcel Petit, Boxe : technique et entraînement, Paris, Ed. Amphora, Paris, 1972